# Tego Calderón
Pour les articles homonymes, voir Calderón.
Tegui Carlos Calderón Rosario, né à Santurce (Porto Rico) le 1er février 1972, plus connu sous son nom de scène Tego Calderón, est un chanteur/rappeur de reggaeton et de hip-hop. Il porte aussi le surnom El Abayarde, nom d'une espèce de fourmis qu'on trouve à Porto-Rico.

## Biographie
Sa mère était institutrice et son père modeste fonctionnaire du gouvernement. Au sortir de ses études, Tego a pratiqué toutes sortes de petits métiers pour survivre comme conducteur de taxi et gardien de parking. Il déclare que l'expérience qu'il en a tirée l'a aidé à façonner son style musical. En trois ans, il devient le symbole de ce style de reggaeton où il mélange le rap tropical teinté de salsa, la bomba africaine et la dance, tout en utilisant une instrumentation acoustique et des platines de DJ. Tego Calderón pratique dans ses rimes différents niveaux de langues argotiques et particulièrement l'argot des années 1960 et la langue des quartiers populaires de Porto Rico. Ses thèmes de prédilection comprennent notamment le racisme, comme dans Loiza où il dénonce une société portoricaine à connotation raciste. Traduit en français, cela donne des vers tels que : Ils veulent me faire croire que je fais partie d'un pays où trois races seraient égales... Mais vous avez échangé nos chaînes d'esclaves contre les menottes des flics. Sa musique rencontre un franc succès aux États-Unis et au Canada et s'introduit plus timidement en Europe via l'Espagne.
Le 8 janvier 2006, Tego Calderon se marie avec Michelle Peterbauer, la mère de son fils.

## Carrière
Son premier album « El Ayabarde » rencontre un franc succès et il enchaîne un an plus tard avec « El Enemy de los Guasíbiri ». Durant l'été 2005, Calderón signe un contrat entre Atlantic Records et son propre label de musique indépendant, Jiggiri Records, faisant de lui le premier artiste de reggaeton à devenir un major de l'industrie. Le premier album paru sous ce nouveau label est « The Underdog (El Subestimado) », sorti fin août 2006.
Il a aussi participé au single Oye mi canto de N.O.R.E. ainsi qu'aux titres Latin Thugs sur l'album Till Death Do Us Part de Cypress Hill, Punto Y Aparte sur l'album 12 Discipulos d'Eddie Dee et au salsaton Llamame avec le grand chanteur de salsa Oscar D'Leon.
Tego Calderon est aussi l'auteur de remixes reggaeton de tubes de rap/RnB tels que Lean Back (Fat Joe), PIMP (50 Cent) et Yeah (Usher).
Il a aussi débuté dans le cinéma, avec un rôle dans « Illegal Tender » produit par John Singleton.
Il joue en 2009 dans Fast and Furious 4 avec Don Omar, en 2011 dans Fast and Furious 5 avec Don Omar et en 2017, dans Fast and Furious 8, également avec Don Omar.

## Discographie

### Albums studio
- 2003, El Abayarde
- 2004, El Enemy de los Guasíbiri (feat. Aventura)
- 2004, Guasa Guasa (the Mixtape) - Dj Whoo Kid & Tego Calderon
- 2006, The Underdog/El Subestimado
- 2007, El Abayarde Contra-Ataca
- 2015, El Que Sabe Sabe

### Singles et collaborations
- 2000 : Elegante de Boutique, (Avec. Eddie Dee).
- 2002 : Abayarde.
- 2002 : No Quiere Novio, (de Ñejo).
- 2003 : P.I.M.P. (Remix), (avec 50 Cent)
- 2004 : Conexión Puerto Rico (avec Cartel de Santa)
- 2004 : Oh, Yeah (Avec Snoop Dogg & Julio Voltio)
- 2004 : Latin Thugs (Remix) (avec Cypress Hill)
- 2004 : Yeah (Remix) (avec Usher)
- 2004 : Pimp To The End (avec ((Lloyd Banks))
- 2004 : We Don't Love Dem Hoes (avec DJ Whoo Kid)
- 2004 : We Don't Love Dem Hoes (avec The Game)
- 2006 : Lighters Up (Remix) (avec Lil' Kim)
- 2006 : I Wanna Love You (Remix) (avec Akon & Snoop Dogg)
- Latin Thugs, featuring sur l'album Till Death Do Us Part de Cypress Hill (2004) ;
- Che Che Cole, duo avec Victor Manuelle sur l'album Los Cocorocos (2006) ; reprise du fameux morceau de Willie Colon chanté par Hector Lavoe ;
- Bandoleros avec Don Omar sur l'album de la B.O. du film Fast and Furious: Tokyo Drift (2006) ;
- We don't love them hoes avec Pitbull et The Game ;
- El corillo de los trangalanga, (avec Los Majaderos) (2004) ;
- Los Calderones avec John Eric (2006) ;
- Oye Mi Canto avec NORE et Nina Sky (2004) ;
- 2006: Los Maté.
- El trabajito avec Tommy Torres (2008).
- 2008: Cosa Buena.
- 2009: Gracias.
- 2011: Salte del Medio.
- 2011: Llego el Chynin, (Avec. Chino Nino).
- 2012: Pa Que Se Lo Gozen.
- 2012: Al Natural.
- 2012: Metele Sazón.
- 2012: Chillin, (Avec. Don Omar).
- 2012: Robin Hood.
- 2012: Ni fu ni fa.
- 2012: El Sitio.
- Brujeria sur l'album Vida (2013) de Draco Rosa
- 2013: Zapatito roto, (Avec, Plan B).
- 2013: Aquí es que... Ehh (Remix), (Avec, Alexis & Fido)
- 2014: Trust, (Avec, Romeo Santos)
- 2014: Odio (Remix), (Avec, Baby Rasta & Gringo, Ñengo Flow & Arcángel)
- 2014: Las nenas lindas (Remix), (Avec, Jowell & Randy)
- 2014: Las nenas lindas (Versión Salsa), (Avec, Jowell & Randy & Victor Manuelle)
- 2014: Quiero hacértelo, (Avec, J Alvarez)
- 2015: El que sabe, sabe.
- 2015: Y quien diría, (Avec, Kany García)
- 2015: La Bendición.
- 2015: Dando Break (Explícito).
- 2015: Sexy Sicá.
- 2015: Pastillita, (Avec, Don Omar)
- 2015: Callejero, (Avec, Don Omar)
- 2015: Sandunga, (Avec, Don Omar)
- 2015: Yo soy del barrio, (Avec Yandel)
- 2016: Un poquito na' más, (Avec, Jowell & Randy)
- 2016: Muy pocas, (Avec Mackie)
- 2016: Longer Than Mandela (Avec, Talib Kweli)
- 2016: No Pasa De Moda.
- 2017: Los parti como sandia
- 2017: Palitos, (Avec, El Choco, Jungle & Bowdozen)
- 2017: Latin Thug, (Avec. Cypress hill)
- 2018: Sandungueoso
- 2019: Reggaeton Remix, (De J Balvin Avec, Don Omar, Daddy Yankee).
- 2020: Jangueo, (Avec. Anuel AA).

### Filmographie
- Los Bandoleros  (court-métrage)  de Vin Diesel : Tego
- Fast and Furious 4 de Justin Lin : Tego
- Fast and Furious 5 de Justin Lin : Tego
- Fast and Furious 7 de James Wan : Tego (images d'archives)
- Fast and Furious 8 de F. Gary Gray : Tego

### Voix françaises
- Benjamin Penamaria dans :
  - Fast and Furious 5
  - Fast and Furious 7
  - Fast and Furious 8